# Adam Krasiński (generał)
Adam Krasiński herbu Ślepowron (ur. 1690, zm. 1744/1745), od 1739 podkomorzy ciechanowski, cześnik ciechanowski w 1733 roku, generał- major wojsk litewskich, poseł na sejmy.
Był synem Pawła, cześnika ciechanowskiego (zm. przed 1710). Politycznie związał się z familią Czartoryskich i dzięki jej poparciu otrzymał po ojcu urząd cześnika, a 1720 występował już jako pułkownik wojsk królewskich. Wielokrotnie pełnił funkcje poselskie. Najpierw w 1726 z powiatu ciechanowskiego na sejm grodzieński, posłował następnie z województwa płockiego na sejmy nadzwyczajne grodzieńskie 1729 i 1730, a z ziemi ciechanowskiej na sejm warszawski w 1732. Jako poseł na sejm konwokacyjny 1733 roku z województwa płockiego był członkiem konfederacji generalnej zawiązanej 27 kwietnia 1733 roku na tym sejmie. Jako poseł na sejm elekcyjny 1733 roku i deputat podpisał pacta conventa Stanisława Leszczyńskiego z województwa płockiego. Po uznaniu Augusta III otrzymał stopień generał-majora i szefostwo regimentu konnego w wojsku litewskim. Z ziemi ciechanowskiej posłował na sejm w 1738, a z województwa płockiego jeszcze w 1740. W 1740 wszedł do sejmowej deputacji do spraw artylerii. W 1741 był arbitrem w sporze Teresy Załuskiej z Antonim Wodzińskim. Pod koniec życia zamieszkiwał w swych posiadłościach w województwie płockim, zmarł bezpotomnie, a majątkiem po nim podzielili się w 1745 dwaj jego bracia: Franciszek, podstoli zawskrzyński, i Stanisław.